# یواس‌اس بوث (دی‌ئی-۱۷۰)
یواس‌اس بوث (دی‌ئی-۱۷۰) (به انگلیسی: USS Booth (DE-170)) یک کشتی بود که طول آن ۳۰۶ فوت (۹۳ متر) بود. این کشتی در سال ۱۹۴۳ ساخته شد.